# Villanubla
Villanubla és un municipi de la província de Valladolid, a la comunitat autònoma de Castella i Lleó.

## Demografia
| 1991 | 1996 | 2001 | 2004 |
| ---- | ---- | ---- | ---- |
| 936  | 928  | 1134 | 1302 |